# هنري هالوران
هنري هالوران (بالإنجليزية: Henry Halloran)‏ هو موظف مدني وشاعر أسترالي، ولد في 1811 في كيب تاون في جنوب أفريقيا، وتوفي في 1893 في Ashfield, New South Wales ‏ في أستراليا.